# Hugues d'Anzy
Pour les articles homonymes, voir saint Hugues et Hugues de Poitiers.
Hugues, confesseur, est un moine bénédictin de la stricte observance, mort en 928, il est parfois appelé Hugues de Poitiers.

## Biographie
Brillant lettré, versé dans les sciences humaines, il se tourne vers Dieu et se retire à l'Abbaye de Saint-Savin-sur-Gartempe en Poitou, puis rédige la règle de l'Abbaye Saint-Martin d'Autun. Ce moine, soucieux de la stricte observance de la règle bénédictine conseille Bernon pour la mise au point de la fondation de l'Abbaye de Cluny et de l'Abbaye Saint-Pierre de Baume-les-Messieurs.
Il termine sa vie au Prieuré d'Anzy-le-Duc. Un seigneur local du nom de Liébaud, lui donne un vaste domaine où il construit un hôpital dans le même temps que le prieuré en 876. En 1023 ses reliques sont translatées et portées au concile d'Anse (1025) où il fait un miracle. Ses reliques enchâssées sont exposées à la vénération de tous jusqu'en 1562 où elles sont brûlées et dispersées par les Huguenots.
La crypte de l'église priorale, siège de ses reliques avant la profanation, récemment fouillée et dégagée est rendu au culte après avoir servi de cave pendant la Révolution ; un gisant du bienheureux y est replacé.